# Западная Седьмая улица (Си-Трейн)
«Западная Седьмая улица» (англ. 7 Street Southwest) — станция Си-Трейна в Калгари. Эта станция открылась к 1981 году и в настоящее время обслуживает 12 400 пассажиров за день.
Оригинальная станция была расположена между 7-й и 8-й улицей (неподалёку от отеля Sandman); она была открыта 25 мая 1981 года и путь её следования был от 8-й улицы до Андерсона. 27 февраля 2009 была построена новая станция «Западная Седьмая Улица», которая расположилась между 6-й и 7-й улицей. Старая платформа была закрыта и вскоре после этого снесена.
Платформа может обрабатывать одновременно 4 вагона, как и все платформы 7 авеню. 
В 2005 году был зафиксирован средний пассажиропоток в размере 12 400 посадок. 
Под данным веб-сайта Calgary Transit пассажиропоток в будние дни составляет 12 400.